# Chira gounellei
Chira gounellei är en spindelart som först beskrevs av Eugène  Simon 1902. 
Chira gounellei ingår i släktet Chira och familjen hoppspindlar. Inga underarter finns listade i Catalogue of Life.